# 文型
文型（ぶんけい、英: Sentence pattern,英: Sentence Type）とは、言語における、文の構成上の類型、あるいは典型。ただし、文型は厳密な定義を経ているのではなく、語の配置によって成立した文を、型や枠組みとして記述したものである。
文型は、主語、述語、修飾語、独立語の結びつき、また、英語のような動詞型、日本語のような語順や助詞によって類型をつくることができる。また、平叙文、推量、疑問文、反語等の文の類型もできる。

## 日本語学における文型研究史
日本語の初期の文型表は、江戸時代初期の姉小路式(あねがこうじしき)や、本居宣長の『詞の玉緒(ことばのたまのお)』にみられる。明治以降は、日本語教育の必要性から、基本文型の研究が行われ、戦後の国立国語研究所に引き継がれた。
1942年には青年文化協会編『日本語基本文型』が刊行され、ここで「文の構造に関する文型」「表現の種々の場合における文型」「語の用法に関する文型」が分けられた。
岡本千万太郎「基礎文型の研究」(1950)では、文型を「類型文において見出される文の型（形式）」とし、「文の型とは文の構造の形式であって、この形式は、文を構成する文節または文節群の相と格とによって決定せられる」とある。
三上章「基本文型論」(1958)では、コト、話し手、相手、場面の組み合わせによって文の基本型が建てられた。
永野賢『学校文法概説』(1958年)では「文の構造に関する文型」「文表現の意図に関する文型」が分けられた。
1960年には国立国語研究所編『話しことばの文型（1）』（岩淵悦太郎所長)が刊行された。同報告では、表現意図を中心にして総合的文型がとらえられ、話し言葉と書き言葉の違いに配慮して、「話しことばの文型」が研究された。同報告では、文型を表現の意図、構文の型、イントネーションの型の総合においてとらえられた。
表現の意図は、以下の4つに分けられた<。
- 1. 詠嘆表現（感動文、詠嘆文[13]）
- 2. 判叙表現(判断文、現象文、解説文[14]）
  - 事実の叙述
    - 態の表現（用言によってあらわされる概念の分化を示す表現[15]）
    - 様の表現（受身、可能、使役の助動詞によってあらわされる[16]）
    - 時の表現[17]

  - 断定の叙述：断定、希求、推定、意志の表現[14]
- 3. 要求表現
- 4. 応答表現[18]。

1963年には国立国語研究所編『話しことばの文型（2）』が刊行された。ここでは、文の構造の面から一般化して得た構文の型、すなわち、文における成分の組み合わせの類型の抽出が行われた。
構文の型
- I. 独立語構文 (終止的な成分が独立語であるもの[22]
- II. 述語構文 (終止的な成分が述語であるもの[22]
  - II-1. 基準構文
    - 骨ぐみ構文（連用語や状況語などの拡大成分や従属句を伴わない、述語、主語、目的語、補語のいずれか、あるいはすべて、そしてそれのみがあらわれる構文[23])
    - II-2. 拡大構文(骨ぐみ構文に連用語や状況語などの拡大成分が加わったもの[24])
    - 複合構文(骨ぐみ構文に従属句が加わったもの[25])

  - 付加構文(基準構文に陳述的成分、独立語、従属句がついたもの[25])

林四郎は『基本文型の研究』（1960・明治図書）で、時間的存在である言語活動を区切り、
1. 言い始めの時の姿勢
2. 言い終わりまでを見通した姿勢
3. 言い終わる時の姿勢

の三つの姿勢が採用する文型を、それぞれ、起こし文型、運び文型、結び文型とした。さらに、林は、文型を心の中の想が言語化されるに際して、支えとして採用される語の並びの社会的慣習であるとする。また、林は「表現のための文法」(1981)で、「思考法のユニットによる表現型」で、因果関係の把握、比較、対照、区分、分類、順序づけ、プラスマイナスの価値判断、存在の確認、存在の推定、蓋然性による把握、必然性による把握という型を挙げた。
日本語教育において、「構造文型」と「表現文型」に分けられる。「構造文型」は、形態や文構成から整理したもので、「表現文型」は表現意図から整理したものである。

## 英語学における文型
英語においては、文型は動詞によって強く律束され動詞型の分類に基づいた基本5文型をベースとした文型解説がなされることが多い。
英語教育における基本5文型とは、S（主語）、V（動詞）、O（目的語）、C（補語）とによってつくられた以下の5つの文型のことである。
- 第1文型 S+V （主語+動詞）: 例文　She laughed. (彼女は笑った)
- 第2文型 S+V+C （主語+動詞+補語）: 例文　He is happy. （彼は幸せだ）
- 第3文型 S+V+O （主語+動詞+目的語）:例文　She drives a car.  (彼女は自動車を運転する）
- 第4文型 S+V+O+O （主語+動詞+目的語+目的語）:例文 He gave me a gift. (彼は私に贈り物をくれた）
- 第5文型 S+V+O+C （主語+動詞+目的語+補語）:例文 Everyone calls him Bob. （みんなは彼をボブと呼ぶ）

### オニオンズとソンネンシャイン
基本5文型については、C・T・オニオンズが、An Advanced English Syntax(1904)の中で、The Five Forms of the predicate(述部の5形式)と動詞を分類し、これが5文型の原形となった。
5文型は、オニオンズに開始されるというのが定説であるが、オニオンズ以前、five forms of the predicate という用語が登場する英文法書として、A. J. Cooper and E. A. Sonnenschein, An English Grammar for Schools, Part II: Analysis and Syntax(1889)がある。これはOnions(1904)と同じ Parallel Grammar Series (並行文法シリーズ)の一冊であり、著者のE. A. ソンネンシャイン(Sonnenschein)(1851-1929) は、Onionsの先生であった。さまざまな言語が異なる文法用語で教えられていることで生徒が混乱しているのを目の当たりにしたソンネンシャインは、文法用語を簡素化し、統一する必要を訴えた。しかし、ソンネンシャインは以降、述部の5形式を採用することはなかった。

### 細江逸記
細江逸記は『最新英文法汎論』 (1917) で、動詞を5つの公式の文に分けた。
I 自動詞
A. 陳述完全自動詞 (第1公式の文）
B. 陳述不完全自動詞 (第2公式の文）
II 他動詞
C. 完全他動詞 (第3公式の文）
D. 与格動詞 (第4公式の文）
E. 作為動詞  (第5公式の文）
山崎貞は、『新自修英文典』(1921)で、文の形式を動詞の種類にしたがって、Five Sentence Patterns(5文型)に分けた。 

### パーマーと長沼の「文型」
日本の英語教育における5文型は、C.T. Onionsの述部の5形式や、H.E. Palmerの動詞型から借用されたものと説明されることが多い。しかし、日塔(2011)の論証によれば、歴史的には、日本語教育において「文型」が登場し、それを長沼直兄からハロルド・E・パーマーに伝えられ、27動詞型となり、戦後、基本5文型となった。
「文型」が登場したのは、1924年（大正13年）の大出正徳『初等日本語読本巻一教授参考書』においてであり、「文の型」「文型」すなわち「発表の形式」「基本となる表現形式」であるとした。
1930年代当時の日本の英語境域において「文型」という用語はまだ一般的ではなく、片山寛は1934年にS＋V型、S＋V＋O型と呼びながらも、「文の要素」と呼び、また、岩崎民平は1938年に「文の形式」と呼んでいた。塩谷栄は1935年の英語教師教本で「文型」という用語を使用した。
1932年に英語教授研究所が、英語の「基本文型」の調査を実施し、1941年に「動詞の型」として発表した。
雑誌「コトバ」1940年10月号で石黒修は「基本文型と基本文法」を発表、同誌1941年2月号以降は「基本文型」を使用した特集がよく組まれるようになった。
1942年には書籍『日本語基本文型』が出版され、1947年には書籍『基本英語文型』(語学教授研究所)が出版された。
来日したハロルド・E・パーマーが1928年に和文で『機構的文法』を出版し、ここで訳者の長沼直兄から「文型」を紹介され、用いたとされる。パーマーは construction-type（構型）とsentence-type (文型)を同じ意味で用いており、意味としてconstruction-typeを重視した。パーマーは1922年に長沼直兄と英語教授研究所を設立した。

### 7文型
Quirkらの　A Comprehensive Grammar of the English Language(1985)では、SVA(主語＋動詞＋副詞語句) と SVOA(主語＋動詞＋目的語＋副詞語句)  を加えた7文型(節の類型 clause type)を提唱した。